# Elize Ryd
Elize Ryd, egentligen Hanna Elise Isabell Maj Höstblomma Ryd, född 15 oktober 1984 i Värnamo, är en svensk sångerska, låtskrivare, dansare och kompositör.
Elize Ryd är utbildad vid Performing Arts School i Göteborg. Hon har även en treårig musikalutbildning i botten. Ryd arbetade som showartist på Cabaret Lorensberg i Göteborg innan hon på heltid blev frontkvinnan i power metal-bandet Amaranthe. År 2008 släppte bandet sin första demo Leave Everything Behind och har sedan dess turnerat världen över.

## Övriga medverkanden
År 2001 arbetade Ryd bland annat som studiosångerska. År 2003 medverkade hon på metalgruppen Falconers tredje album The Sceptre of Deception och 2005 på deras fjärde skiva Grime vs. Grandeur, samt på Dreamlands Future's calling och Dragonlands skiva Astronomy. 2009–2011 arbetade Ryd med Bestseller on Stage som körsångerska, dansare samt sångerska. År 2011 sjöng hon in Ending Is Love på The Burning Heart med Takida. År 2012 medverkade hon på skivan Life Is Already Fading av Renegade Five, med Dragonland på albumet Under The Grey Banner och på skivan Evolution med Dreamstate. År 2015 gjorde hon On Through The Storm på Nergards  album A bit closer to to heaven. Samma år släppte Smash Into Pieces albumet The Apocalypse DJ där hon sjunger på spåret My Cocaine. 

## Kamelot
Vid sidan av Amaranthe har Elize Ryd gjort flera gästframträdanden i den svensk-amerikanska gruppen Kamelot.2012 sjöng hon på Kamelots skiva Silverthorn, och reste med på gruppens turné i Nordamerika. och gjorde även videon Sacrimony (Angel of Afterlife).

## Timo Tolkki
Ett samarbete med Timo Tolkki påbörjades tidigt 2013 och resulterade i skivan Avalon där hon sjunger i sju av låtarna.

## Raskasta Joulua
I december 2013 deltog Elize Ryd som första kvinna i den sedan 15 år återkommande finska julturnén Raskasta Joulua och framförde Ave Maria i finsk TV med Marco Hietala (Nightwish). 
I december 2014 gjorde hon även Raskasta Joulua 2-turnén i Finland. 2015–2019 deltog hon fortfarande i Raskasta Joulua, tillsammans med bland andra Tarja Turunen och Floor Jansen.

## Karmaflow
Januari 2015 lanserades Karmaflow:The Rock Opera Videogame där Elize Ryd gör rösten till en av rollerna.

## Melodifestivalen
Elize Ryd debuterade i Melodifestivalen 2015 med sången One By One som hon komponerat tillsammans med bland andra Jimmy Jansson. Sången framfördes i duett med operatenoren Rickard Söderberg. Bidraget hamnade på en femte plats och gick därmed inte vidare. Skivan One By One släpptes på Capitol Music.
I melodifestivalen 2022 medverkade hon som låtskrivare av Theoz låt Som du vill.

## Utmärkelser
- 2013: Platina med Raskasta Joulua.
- 2014: Platina med Raskasta Joulua 2.
- 2014: Bandit Rock "Rock & Role Model".[20]
- 2015: The 14 Hottest Metal Maidens in Face-Melting History - Playboy Magazine.
- 2021 Guldskiva med Arion i Finland ”At the Break of Dawn”.
- 2022 Guldskiva med Dreamstate ”Evolution”

## Diskografi i urval
- 2003 – The Sceptre of Deception (Falconer)
- 2005 – Grime vs. Grandeur (Falconer)
- 2005 – Future's calling (Dreamland)
- 2006 – Astronomy (Dragonland)
- 2011 – Under the grey banner (Dragonland)
- 2011 – Amaranthe (album) (Amaranthe)
- 2011 – Relaunch (Houston)
- 2011 – Burning heart (Takida)
- 2012 – Silverthorn (Kamelot)
- 2012 – NXT gen (Renegade Five)
- 2013 – The Land of new Hope (Timo Tolkkis Avalon)
- 2013 – Raskasta Joulua (Raskasta Joulua)
- 2015 – A Bit Closer To Heaven (Nergard)
- 2015 – Karmaflow (Karmaflow:The Rock Opera Video Game)
- 2015 – Sand Of Time (Crossnail)
- 2019 – Virando a Mesa (Luiz Macedo)
- 2020 – 82nd All The Way (Sabaton) (Cover Amaranthe)
- 2020 – Wounded Healer (Beyound The Black)